# Salzedas
Salzedas ist eine Gemeinde (Freguesia) im portugiesischen Kreis Tarouca. In ihr leben 651 Einwohner (Stand 19. April 2021).